# آلباتروس
آلباتروس (یا قادوس)، پرنده‌ای است از راستهٔ کبوتردریایی‌سانان، تیرهٔ بزرگ‌تندبادان (نام علمی: Diomedeidae). زیستگاه آن‌ها بیشتر در اقیانوس منجمد جنوبی و اقیانوس آرام شمالی است و در حال حاضر در اقیانوس اطلس شمالی غایب هستند، هرچند سنگواره‌هایی یافت شده که بر وجود آن‌ها در آنجا در گذشته دلالت دارد. آلباتروس‌ها بزرگ‌ترین پرندگان دریایی پروازگر هستند و بال‌های بلند و باریک و منقار قلاب‌دار دارند. آلباتروس‌های بزرگ با داشتن طول بال بیش از ۳٫۷ متر، بزرگ‌ترین طول بال را در میان تمامی پرنده‌های منقرض‌نشده دارا هستند.
بال‌های آلباتروس آنقدر قوی است که می‌تواند مدت زیادی بدون بال زدن پرواز کند؛ آلباتروس نه ساعت‌ها بلکه سال‌ها پرواز می‌کند.
در تمام عمرش یک جفت برای خود انتخاب می‌کند و تا انتهای زندگی‌اش با همان جفت سر می‌کند و اگر جفتش زودتر بمیرد؛ آلباتروس هیچگاه جفت دیگری انتخاب نمی‌کند و بقیه عمرش را تنها سپری می‌کند.
از میان ۲۲ گونه آلباتروس شناخته شده توسط اتحادیه بین‌المللی حفاظت از طبیعت، وضعیت بقای همه آن‌ها تا حدی تهدید شده‌است. ۳ گونه در معرض انقراض، ۵ گونه در معرض خطر، ۷ گونه در نزدیکی تهدید و ۷ گونه آسیب‌پذیر هستند. دلیل کاهش تعداد آلباتروس‌ها در گذشته شکار آن‌ها برای پرشان بوده‌است، اما امروزه آلباتروس‌ها توسط گونه‌های رهاسازی شده به دست انسان، نظیر موش صحرایی و گربه رمیده که به تخم‌ها، جوجه و بالغ‌های در آشیانه حمله می‌کنند، و نیز آلودگی و ماهیگیری بیش از اندازه تهدید شده‌اند.

## آرایه‌شناسی و فرگشت

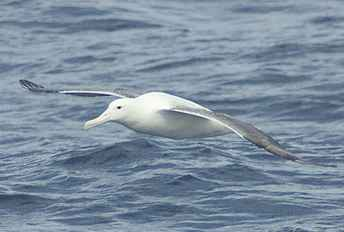
آلباتروس دریایی

آلباتروس شامل ۱۳ تا ۲۴ گونه می‌گردد (تعداد گونه‌ها هنوز محل بحث است، ۲۱ جدیدترین عدد پذیرفته شده برای آن است) که در چهار سردهٔ آلباتروس‌های بزرگ، آلباتروس‌های پشت‌سیاه، آلباتروس‌های اطلس شمالی و آلباتروس دوده‌رنگ قرار می‌گیرند. آلباتروس‌های اقیانوس اطلس شمالی گونه خواهر الباتروس‌های بزرگ به حساب می‌آیند، در حالی که آلباتروس‌های دوده‌رنگ به آلباتروس‌های پشت‌سیاه نزدیک‌تر هستند.
آرایه‌شناسی گروه آلباتروس منشأ بحث فراوان بوده‌است. در آرایه‌شناسی سیبلی-آلکوییست، پرندگان دریایی، پرندگان شکاری و بسیاری گونه‌های دیگر در راسته بزرگ لک‌لکها قرار می‌گیرند، در حالی که سازمان‌های پرنده‌شناسی در آمریکای شمالی، اروپا، آفریقای جنوبی، استرالیا و نیوزیلند به همان راستهٔ کبوتردریایی‌سانان وفادار هستند. آلباتروس‌ها از دیگر کبوتردریایی‌سانان هم به لحاظ ژنتیکی و هم از نظر ریخت‌شناسی، اندازه، پاها و مجاری بینی تفکیک‌پذیر هستند.

## ریخت‌شناسی و پرواز
آلباتروس‌ها گروهی از پرندگان بزرگ تا بسیار بزرگ هستند، و بزرگ‌ترین گروه در کبوتردریایی‌سانان به‌شمار می‌آیند. منقار آن‌ها بزرگ، مستحکم و نوک‌تیز است و آرواره بالایی آن به شکل قلاب مانند ختم می‌شود. منقار از چند لایهٔ سخت تشکیل شده‌است و در امتداد کنارهٔ آن دو لولهٔ سوراخ بینی قرار دارد. برخلاف سایر کبوتردریایی‌سانان که مجاری بینی در امتداد بالای منقار قرار دارند مجاری بینی همهٔ آلباتروس‌ها در امتداد کنارهٔ منقار واقع شده‌است. این لوله‌ها به آلباتروس‌ها اجازه می‌دهد سرعت دقیق هوا را در هنگام پرواز اندازه بگیرند و مشابه لوله‌های پیتو در هواپیماهای مدرن عمل می‌کنند. آلباتروس برای اوج‌گیری دینامیکی نیاز به اندازه‌گیری دقیق سرعت هوا دارند. حس اصلی آن‌ها برای یافتن غذا بینایی است، هرچند همانند دیگر کبوتردریایی‌سانان از حس بویایی هم برای یافتن منابع غذا استفاده می‌کنند.
در پاها، انگشت عقبی و مجزا از بقیه موجود ندارد و سه انگشت جلویی به یکدیگر متصل هستند. پاها در میان کبوتردریایی‌سانان قوی به‌شمار می‌آیند، به طوری که آلباتروس در کنار مرغ باران بزرگ تنها گونه‌های کبوتردریایی‌سانان هستند که می‌توانند به خوبی روی زمین راه بروند.
آلباتروس‌ها، همانند دیگر کبوتردریایی‌سانان، نیاز به جداسازی و دفع نمک خورده شده همراه آب دریا و بی‌مهرگان دریایی دارند. همه پرندگان در محل قرارگیری منقار و بالای چشمان خود دارای غده‌های نمکی هستند که با وجود غیرفعال بودن در برخی گونه‌ها، در کبوتردریایی‌سانان وظیفه جداسازی و دفع نمک را بر عهده دارند.
پرهای آلباتروس‌های بالغ معمولاً ترکیبی از رنگ تیره در ناحیه بالایی بال‌ها و پشت پرنده و رنگ تیره در نواحی زیرین است که به مرغ نوروزی شباهت دارد. در این بین، گونه‌ها از آلباتروس سلطنتی جنوبی که در همه‌جا سفید رنگ هستند (به جز نوک و لبهٔ عقبی بال‌ها در نرهای بالغ) تا آلباتروس آمستردام که در فصل جفت‌گیری دارای پرهای قهوه‌ای‌رنگ با نواری به رنگ قهوه‌ای غلیظ به دور سینه است. برخی گونه‌های آلباتروس‌های پشت‌سیاه و آلباتروس‌های اطلس شمالی دارای نشانه‌هایی بر روی صورت یا قسمت‌هایی زرد یا خاکستری روی سر و پشت گردن خود دارند. ظاهر سه گونهٔ آلباتروس پاسیاه و دو آلباتروس دوده‌ای به‌طور قابل توجهی با بقیه متفاوت و تقریباً به‌طور کامل به رنگ قهوه‌ای تیره (و برای آلباتروس روشن‌فام با خاکستری تیره در برخی نقاط) است.

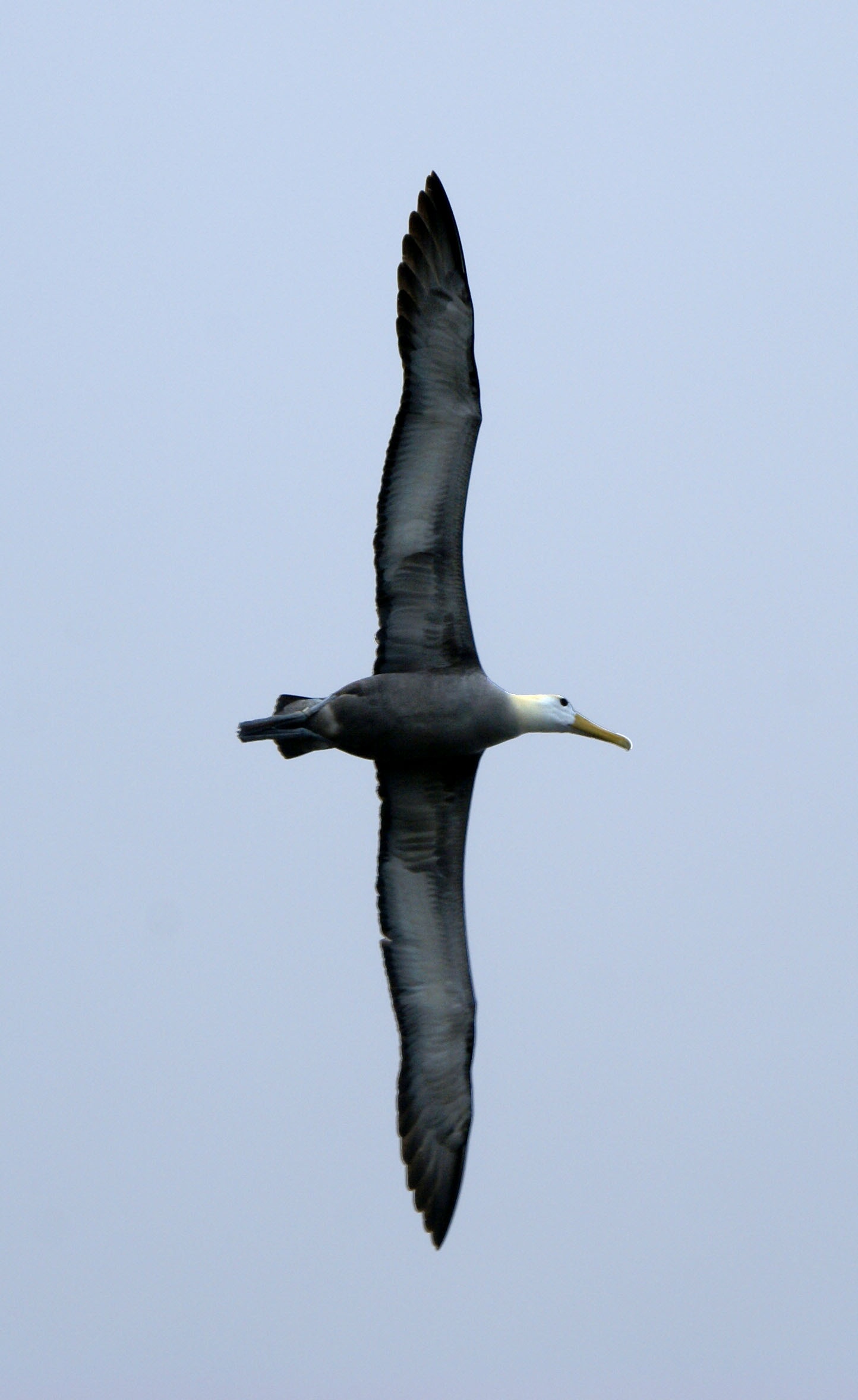
آلباتروس موج‌دار (Phoebastria irrorata)

پهنای بال بزرگ‌ترین آلباتروس‌های بزرگ بیش از ۳٫۴ متر است که از هر پرندهٔ دیگری بزرگتر است، هرچند پهنای بال دیگر گونه‌های آلباتروس از این مقدار خیلی کوچکتر است (حدود ۱٫۷۵ متر). بال‌ها مستحکم و خمیده‌شکل و در ناحیه جلویی ضخیم‌تر و دارای شکلی آیرودینامیک هستند. آلباتروس‌ها قادر به طی مسافت‌های بسیار طولانی به کمک دو روش اوج‌گیری دینامیکی و بالابری شیب که توسط اکثر پرندگان دریایی با بال‌های بزرگ استفاده می‌شود هستند. در اوج‌گیری دینامیکی پرنده به‌طور مکرر وارد جریان هوای در حال وزش در ارتفاع بالاتر شده و با گرفتن انرژی در اثر حرکت در جریان هوای سریع، مجدداً وارد لایهٔ پایینی می‌شود، و در نتیجه از تغییر سرعت افقی باد برای گرفتن انرژی استفاده می‌کند. تنها در قسمت دور زدن، در ابتدای ورود به جریان بالایی و پایینی، نیاز به صرف انرژی وجود دارد. این مانور به پرنده امکان طی حدود ۱۰۰۰ کیلومتر در روز را بدون بال زدن می‌دهد. از طرف دیگر، نسبت سریدن آلباتروس‌ها عددی بزرگ در حدود ۲۲:۱ تا۲۳:۱ است که به معنای آن است که آلباتروس‌ها می‌توانند با هر متر پایین آمدن ۲۲ یا ۲۳ متر به جلو حرکت کنند. در هنگام پرواز، صفحه‌ای تاندونی بال‌ها را در حالت کاملاً باز شده قفل می‌کند که به بازماندن بال‌ها بدون استفاده از ماهیچه‌ّها کمک می‌کند.
آلباتروس‌ها این روش‌های اوج‌گیری را با پیش‌بینی آب‌وهوا ترکیب می‌کنند: آلباتروس‌های نیم‌کره جنوبی که به سمت شمال در حال پرواز هستند مسیری ساعت‌گرد و آلباتروس‌های در حال پرواز به سمت جنوب مسیری پادساعت‌گرد را در پیش می‌گیرند. آلباتروس‌ها به قدری با این شیوهٔ زندگی سازگار هستند که میزان تپش قلب آن‌ها در حین پرواز به ضربان در حال استراحت آن‌ها بسیار نزدیک است. بازدهی فرایند پروازهای طولانی‌مدت آلباتروس‌ها به قدری بالاست که بیشترین انرژی نه در زمان طی مسافت‌ها طولانی، بلکه در حین فرود آمدن، برخاستن و شکار در هنگام یافتن غذا مصرف می‌شود. یک گزارهٔ مشهور این است که آلباتروس‌ها قادر به خوابیدن در حین پرواز هستند، هرچند هنوز این گزاره توسط مشاهده مستقیم تأیید نشده‌است.
شیوهٔ اوج‌گیری دینامیکی آلباتروس‌ها در طراحی هواگردها، به خصوص پهپادها مورد توجه طراحان قرار گرفته‌است.

## گستره پراکندگی در دریا
بیشتر آلباتروس‌ها در نیم‌کره جنوبی، از جنوبگان‌تا استرالیا، آفریقای جنوبی و آمریکای جنوبی پراکنده شده‌اند. استثناها چهار گونه آلباتروس‌های اقیانوس آرام شمالی هستند، که سه تای آن‌ها منحصراً در اقیانوس آرام شمالی از هاوایی تا ژاپن و آلاسکا تا کالیفرنیا یافت می‌شوند؛ و دیگری، آلباتروس موج‌دار، در گالاپاگوس زاد و ولد کرده و در سواحل آمریکای جنوبی تغذیه می‌کند. نیاز آلباتروس‌ها به وزش باد برای پرواز به صورت سُریدن و بدون بال زدن دلیل فراوانی آن‌ها در عرض‌های جغرافیایی بالاتر است؛ چرا که دشواری پرواز طولانی مدت با بال زدن برای آلباتروس‌ها، عبور از آرامگان استوایی را بسیار دشوار می‌کند. تنها استثناء، آلباتروس موج‌دار، به دلیل آب‌های سرد جریان هامبالت و بادهای حاصل از آن قادر به زندگی در آب‌های استوایی اطراف گالاپاگوس است.
دلیل انقراض آلباتروس‌ها در اقیانوس اطلس به‌طور قطعی مشخص نیست، هرچند گمان می‌رود بالا آمدن سطح آب‌های آزاد در طی یک دوره گرم شدن موجب زیر آب رفتن محل زندگی یک گروه آلباتروس دم‌کوتاه -که در کاوش‌هایی در برمودا یافت شده‌است- گردیده باشد.

## تغذیه

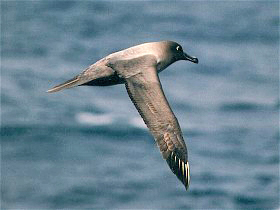
آلباتروس‌های روشن‌فام مرتباً برای دست‌یابی به غذا شیرجه می‌زنند و در هر شیرجه می‌توانند تا عمق بیش از ۱۲ متری پیش بروند.

غذای آلباتروس‌ها عمدتاً از سرپایان، ماهی، سخت‌پوستان و احشا تشکیل شده‌است، هرچند به دنبال مردار نیز می‌روند و از دیگر زئوپلانکتونها نیز تغذیه می‌کنند. لازم است ذکر شود که برای اکثر گونه‌ها درکی جامع از تغذیه تنها برای فصل زاد و ولد موجود است، زیرا در این دوره است که آلباتروس‌ها مرتباً به زمین برمی‌گردند و مطالعهٔ تغذیه آن‌ها ممکن است.
تا سال‌های اخیر تصور می‌شد که آلباتروس‌ها عمدتاً با شنا در سطح آب و شکار ماهی‌های بالا آورده شده توسط جریان آب یا دیگر شکارچیان، یا از ماهیان مرده در سطح تغذیه می‌کنند. با به‌کارگیری عمق‌سنج‌های مویرگی که قادر به ثبت بیشترین عمق هنگام شیرجه زدن پرنده هستند، مشخص شد که هرچند برخی گونه‌ها مانند آلباتروس سرگردان تا عمق بیشتر از یک متر شیرجه نمی‌روند، عمق شیرجهٔ بعضی گونه‌ها مانند آلباتروس روشن‌فام به‌طور میانگین ۵ متر و در بیشترین حالت در حدود ۱۲٫۵ متر است.

## گونه‌ها
تیرهٔ بزرگ‌تندبادان دارای چهار سرده است. اعضا و تعداد آن‌ها در هر سرده جای بحث است. بردلایف اینترنشنال و IUCN تعداد ۲۲ عدد از پرندگان را عضو این تیره می‌دانند. دیگر منابع، تعداد غالباً سنتی ۱۴ عدد را ذکر کرده‌اند.
- آلباتروس‌های بزرگ (Diomedea)
  - آلباتروس سرگردان  D. exulans
  - آلباتروس آنتیپودی D. (exulans) antipodensis
  - آلباتروس آمستردام D. (exulans) amsterdamensis
  - آلباتروس تریستان D. (exulans) dabbenena
  - آلباتروس سلطنتی شمالی D. (epomorpha) sanfordi
  - آلباتروس سلطنتی جنوبی D. epomophora
- آلباتروس‌های آرام شمالی (Phoebastria)
  - آلباتروس موج‌دار P. irrorata
  - آلباتروس دم‌کوتاه P. albatrus
  - آلباتروس پاسیاه P. nigripes
  - آلباتروس لیسان P. immutabilis
- آلباتروس‌های پشت‌سیاه (Thalassarche)
  - آلباتروس ابروسیاه T. melanophris 
  - آلباتروس کمپ‌بل T. (melanophris) impavida
  - آلباتروس خجالتی T. cauta
  - آلباتروس تاج‌سفید T. steadi
  - آلباتروس چتهام T. (cauta) eremita
  - آلباتروس سلوین T. (cauta) salvini
  - آلباتروس سرخاکستری T. chrysostoma
  - آلباتروس بینی‌زرد اطلس T. chlororhynchos
  - آلباتروس بینی‌زرد هند T. (chlororhynchos) carteri
  - آلباتروس بولر T. bulleri
- آلباتروس‌های دوده‌ای (Phoebetria)
  - آلباتروس دوده‌ای P. fusca
  - آلباتروس دوده‌ای روشن P. palpebrata.